# Africa Mining Intelligence
 (mars 2015).
Si vous disposez d'ouvrages ou d'articles de référence ou si vous connaissez des sites web de qualité traitant du thème abordé ici, merci de compléter l'article en donnant les références utiles à sa vérifiabilité et en les liant à la section « Notes et références ».
Créée en 2000, Africa Mining Intelligence est une publication professionnelle consacrée à l’actualité de l’industrie minière en Afrique. Tous les quinze jours, sa rédaction publie des enquêtes sur les principaux groupes miniers actifs sur le continent mais également sur la politique des États et l’intervention d’organismes internationaux.
Africa Mining Intelligence est éditée depuis Paris par le groupe de presse Indigo Publications. Sa rédactrice en chef est Gaëlle Arenson.

## Ligne éditoriale
Africa Mining Intelligence est une publication à vocation internationale qui ne fait pas appel à la publicité et est indépendante de tout gouvernement ou organisation politique.	Ses enquêtes sont réalisées en collaboration avec un vaste réseau de correspondants dans la plupart des pays africains, ainsi qu’en Europe et aux États-Unis.

### Autres publications
- Africa Energy Intelligence: Le secteur énergétique et les grands acteurs du pétrole, du gaz et de l'électricité en Afrique.
- La Lettre du Continent: Les enjeux politiques et économiques en Afrique de l'Ouest et du Centre.
- La Lettre de l'Océan Indien: L'actualité politique et économique des pays africains riverains de l'océan Indien.
- Maghreb Confidentiel: Les mutations économiques et politiques en Afrique du Nord.
- La Lettre A: Des informations confidentielles sur la vie politique, économique et médiatique française.
- Intelligence Online (anciennement Le Monde du Renseignement): Actualité du renseignement politique, économique et militaire.